# Crocallis dardouinaria
Crocallis dardouinaria là một loài bướm đêm trong họ Geometridae.